# Utricularia bisquamata
Utricularia bisquamata este o specie de plante carnivore din genul Utricularia, familia Lentibulariaceae, ordinul Lamiales, descrisă de Franz von Paula Schrank. Conform Catalogue of Life specia Utricularia bisquamata nu are subspecii cunoscute.